# Fiat C.R.10
Il Fiat C.R.10 era un caccia monomotore biplano prodotto dall'azienda italiana Fiat Aviazione negli anni venti.
Sviluppato dal precedente C.R.1 fu l'ultimo di una serie di prototipi che daranno origine al C.R.20.

## Versioni
C.R.10
prototipo
C.R.10 Idro
conversione idrovolante a scarponi.